# Crassimarginatella papulifera
Crassimarginatella papulifera is een mosdiertjessoort uit de familie van de Calloporidae. De wetenschappelijke naam van de soort is voor het eerst geldig gepubliceerd in 1882 door MacGillivray.